# Череватий Ярослав Миколайович
Яросла́в Микола́йович Черева́тий (16 травня 2001, смт Гусятин, Тернопільська область — 21 листопада 2023, біля с-ща Синьківка, Куп'янський район, Харківська область) — український військовослужбовець, доброволець, молодший сержант, бойовий парамедик 95-ї окремої десантно-штурмової бригади (95 ОДШБр), учасник російсько-української війни, що відзначився під час російського вторгнення в Україну в 2022 році.

## Життєпис
Череватий Ярослав народився 2001 року в смт Гусятин, нині Гусятинської громади Чортківського району Тернопільської області України.
Навчався в Гусятинському коледжі ТНТУ імені Івана Пулюя, згодом – у Київському національному університеті культури і мистецтв.
Пішов добровільно і уклав контракт у грудні 2022 року.
Бойовий парамедик 2 десантно-штурмового взводу 2 десантно-штурмової роти 1 десантно-штурмового батальйону 95-ї окремої десантно-штурмової бригади (95 ОДШБр).
Загинув 21 листопада 2023 року внаслідок артилерійського та мінометного обстрілу в районі населеного пункту Синьківка Куп'янського району Харківської області.
Похований 26 листопада 2023 року на місцевому кладовищі села Самолусківці.

## Нагороди
- Орден «За мужність» III ступеня (17 вересня 2024, посмертно) — за особисту мужність, виявлену у захисті державного суверенітету та територіальної цілісності України, самовіддане виконання військового обов'язку[3].
- почесний громадянин Тернопільської области (2025, посмертно)[4].

## Вшанування пам'яті
На фасаді Самолусківської гімназії Гусятинської селищної ради встановлено меморіальну дошку загиблому герою.